# Scatella cinerea
Scatella cinerea är en tvåvingeart som beskrevs av Robineau-desvoidy 1830. Scatella cinerea ingår i släktet Scatella och familjen vattenflugor.
Artens utbredningsområde är Frankrike. Inga underarter finns listade i Catalogue of Life.